# 입체특이성
입체특이성(立體特異性, 영어: stereospecificity)은 화학에서 다른 입체 이성질체 반응물로부터 다른 입체 이성질체 생성물을 생성하거나 입체 이성질체 중 하나(또는 하위 집합)에서만 작동하는 반응 메커니즘의 특성이다.
대조적으로 입체선택성은 비입체특이적 메커니즘이 다중 생성물의 형성을 허용하지만 생성물 중 하나(또는 하위 집합)가 메커니즘과 무관한 입체적 접근과 같은 요인에 의해 선호되는 반응 혼합물의 특성이다.
입체특이적 메커니즘은 주어진 반응물의 입체화학적 결과를 지정하는 반면, 입체선택적 반응은 주어진 반응물에 작용하는 동일하고 비특이적인 메커니즘에 의해 이용 가능한 생성물들 중에서 생성물을 선택한다. 입체 이성질체적으로 순수한 단일 출발 물질이 주어지면 입체특이적 메커니즘은 특정 입체 이성질체를 100% 생성(또는 반응 없음)한다. 입체화학적 무결성의 손실은 서로 다른 입체화학적 결과를 가진 경쟁 메커니즘을 통해 쉽게 일어날 수 있다. 입체선택적 공정은 이성질체적으로 순수한 출발 물질에서 단 하나의 메커니즘이 작동하는 경우에도 일반적으로 여러 생성물을 생성한다.
입체특이적 반응이라는 용어 자체가 입체특이적일 수 있는 단일 메커니즘 변환(디엘스-알더 반응과 같은) 또는 특이적이고 비특이적인 여러 경쟁 메커니즘을 통해 진행될 수 있는 반응 혼합물의 결과를 의미할 수 있기 때문에 입체특이적 반응이라는 용어는 모호하다. 후자의 의미에서 입체특이적 반응이라는 용어는 일반적으로 매우 입체선택적인 반응을 의미하는 것으로 오용된다.
카이랄 합성은(기존의 입체중심의 상호 변환을 위한) 입체특이적 변환과 (새로운 입체중심의 생성을 위한) 입체 선택적 변환의 조합을 기반으로 하며, 여기서 화합물의 광학 활성은 보존된다.
입체특이성은 반응물과 이들의 입체화학에 초점이 맞춰져 있다. 생성물과도 관련이 있지만 반응물 간의 차이에 대한 증거를 제공할 때만 가능하다. 입체 이성질체 반응물 중에서 각각은 고유한 방식으로 행동한다. 거울상 이성질체에 대한 입체특이성을 거울상특이성(영어: enantiospecificity)이라고 한다.

## 예
sp3 중심에서의 친핵성 치환은 입체특이적 SN2 메커니즘에 의해 진행되어 역전만 유발하거나 비특이적 SN1 메커니즘에 의해 진행될 수 있으며, 그 결과는 반응물과 메커니즘이 언급하지 않은 반응 조건에 따라 반전에 대해 약간의 선택성을 보일 수 있다. 특정 반응물 조합에 의해 채택된 메커니즘의 선택은 다른 요인들(기질의 반응 중심에 대한 입체적 접근, 친핵체, 용매, 온도)에 따라 달라진다.
| 치환 반응의 입체특이성    | 치환 반응의 입체특이성  |
| ------------------------- | ----------------------- |
| SN1 reaction mechanism    | SN2 reaction mechanism  |
| 비입체특이적 SN1 메커니즘 | 입체특이적 SN2 메커니즘 |

예를 들어 3차 중심은 거의 전적으로 SN1 메커니즘에 의해 반응하는 반면 1차 중심(네오펜틸 중심은 제외)은 거의 SN2 메커니즘에 의해 독점적으로 반응한다. 친핵성 치환이 불완전한 역전을 초래하는 경우 이는 종종 2차 중심에서 일어나는 것처럼 두 메커니즘 간의 경쟁 때문이거나 이중 역전(아이오딘화물이 친핵체일 때) 때문이다.
알켄에 일중항 카르벤을 첨가하는 것은 알켄의 기하학적 구조가 생성물에서 보존된다는 점에서 입체특이적이다. 예를 들어 다이브로모카르벤 및 시스-2-뷰텐은 시스-2,3-다이메틸-1,1-다이브로모사이클로프로페인을 생성하는 반면 트랜스 이성질체는 독점적으로 트랜스 사이클로브로페인을 생성한다.
|  |

생성물의 입체화학이 반응물과 일치하기 때문에 출발 물질인 알켄이 이성질체적으로 순수하지 않더라고 이러한 첨가는 입체특이성을 유지한다.
공액 트라이엔의 반대방향 회전 고리 닫힘 반응은 이성질체 반응물이 이성질체 생성물을 제공한다는 점에서 입체특이적이다. 예를 들어 트랜스, 시스, 트랜스-2,4,6-옥타트라이엔은 시스-다이메틸사이클로헥사다이엔을 생성하는 반면 트랜스,시스,시스 반응 이성질체는 트랜스 생성물을 형성하고 트랜스,트랜스,트랜스 반응 이성질체는 이러한 방식으로 반응하지 않는다.
|  |

## 같이 보기
- 동적 입체화학